# Volume corrente

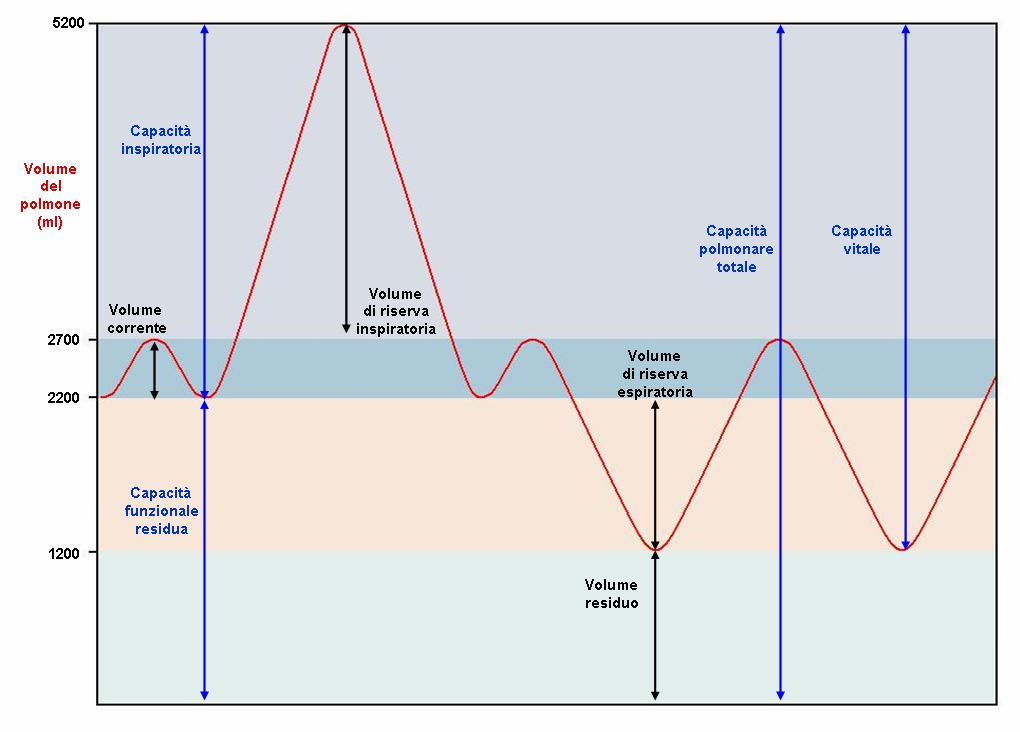
Volumi e capacità polmonari

Il volume corrente (VC, o volume tidale, dall'inglese tidal volume, TV) corrisponde al totale di aria inalata ed esalata normalmente con l'attività respiratoria.
In un uomo adulto sano e giovane, il volume corrente è di circa 500 mL per inspirazione, o 7 mL/kg di massa corporea.